# 関町坂下
関町坂下（せきちょうさかした）は、三重県亀山市の地名。

## 地理

### 交通
- 国道1号
- 旧東海道

### 施設
- 片山神社

## 歴史

### 沿革
- 室町時代 - 伊勢国鈴鹿郡に「坂之下」として鈴鹿峠の下に宿場があった[1]。
- 江戸時代 - 伊勢国鈴鹿郡坂下宿として所在[1]。坂下町・坂下村・坂下駅の表記もある[1]。
- 1889年（明治22年） - 鈴鹿郡坂下村大字坂下となる[1]。
- 1955年（昭和30年） - 関町大字坂下となる[2]。

### 人口の変遷
国勢調査による人口および世帯数の推移。
| 2005年（平成17年） | 35世帯 138人 |  |
| 2010年（平成22年） | 30世帯 126人 |  |
| 2015年（平成27年） | 26世帯 109人 |  |
| 2020年（令和2年）  | 24世帯 99人  |  |

### WEB
1. 1 2  総務省統計局統計調査部国勢統計課 (2022年2月10日). “令和2年国勢調査の調査結果(e-Stat) - 男女別人口，外国人人口及び世帯数－町丁・字等”.   総務省. 2025年1月17日閲覧。
2. ↑  “三重県亀山市の町丁・字一覧”.   人口統計ラボ. 2025年1月16日閲覧。
3. ↑  “読み仮名データの促音・拗音を小書きで表記するもの(zip形式) 三重県” (zip).   日本郵便 (2024年12月27日). 2025年1月16日閲覧。
4. ↑  “市外局番の一覧” (PDF).   総務省 (2022年3月1日). 2022年3月22日閲覧。
5. ↑  “都道府県 ナンバープレート表示” (PDF).   国土交通省. 2025年1月16日閲覧。
6. ↑  総務省統計局 (2014年6月27日). “第１次基本集計に関する集計 2 男女別人口及び世帯数 － 町丁・字等” (CSV). 2025年1月17日閲覧。
7. ↑  総務省統計局 (2012年1月17日). “人口等基本集計に関する集計 2 男女別人口及び世帯数 －町丁・字等”. 2025年1月17日閲覧。
8. ↑  総務省統計局統計調査部国勢統計課 (2017年1月27日). “人口等基本集計に関する集計 2 男女別人口及び世帯数 －町丁・字等”.   総務省. 2025年1月17日閲覧。

### 書籍
1. 1 2 3 4  「角川日本地名大辞典」編纂委員会 1983, p. 521.
2. ↑  「角川日本地名大辞典」編纂委員会 1983, p. 522.